# Serie 601 a 610 de Andaluces
La serie 601 a 610 de la Compañía de los Ferrocarriles Andaluces fue una serie de locomotoras de vapor españolas que estuvieron operativas durante la primera mitad del siglo XX, principalmente en la línea Córdoba-Belmez. Tras la creación de RENFE, en 1941, pasaron a la nueva propietaria como la serie 062-0401 a 0406.
En la actualidad no se conserva ningún ejemplar original.

## Historia

### Orígenes y adquisición
Para atender el aumento del tráfico producido a principios del siglo XX en la línea Córdoba-Belmez, la Compañía de los Ferrocarriles Andaluces decidió adquirir locomotoras «du Bousquet» por su potencia y por ser articuladas. Ello las hacía muy adecuadas al reducido radio de curvas que imperaba en el ferrocarril de Córdoba a Belmez, y también por su elevado número de ejes motores, que les confería un bajo peso por eje. En 1912 se adquirieron diez locomotoras a la factoría belga Usines Metallurgiques du Hainault, que tras ser entregadas serían asignadas al depósito de la estación de Córdoba-Cercadilla. 
Las "Busquet" (Du Bousquet), como eran conocidas, tenían un aspecto muy peculiar y notablemente diferente del resto de las locomotoras de vapor. Cada locomotora estaba constituida por un bastidor que sostenía la caldera, la cabina de conducción y la carbonera, apoyado sobre dos carros giratorios con tres ejes motores y un eje portador situado en el centro de la locomotora. Funcionaban según el sistema Compound y los cilindros de cada grupo motor se situaban también en el centro de la locomotora, muy próximos entre sí para evitar el enfriamiento del vapor en el recorrido entre los de alta presión, ubicados en el carro trasero, y los de baja presión, situados en el delantero.

### Bajo Andaluces y RENFE
Durante toda su existencia fueron empleadas exclusivamente en la línea Córdoba-Belmez, para el remolque de trenes de mercancías y nunca fueron empleadas en otros trazados de la compañía «Andaluces». Estas locomotoras tuvieron un rendimiento muy apto para el duro perfil de la línea que subía a la sierra cordobesa.   
Para disminuir aún más el peso por metro lineal, la compañía «Andaluces» acortó la longitud de los tanques de agua, lo que redujo la capacidad de almacenamiento y obligó, dada la escasez de líquido en algunos puntos de la línea, a que estas máquinas circulasen con un vagón cisterna permanentemente acoplado. Uno de estos ejemplares se conservaba aún en Córdoba en 1978, treinta años después de la desaparición de las locomotoras, e incluso todavía en 1982 fue vista una en la estación de Guadix.   
Aunque la serie inicialmente se componía de diez unidades, cuatro fueron dadas de baja antes de la creación de RENFE, en 1941. En el álbum motor que editó la compañía en 1947 solo figuraban seis de ellas, numeradas 062-0401 a 0406. Entre las ausentes estaría muy probablemente la número 605, que fue la que sufrió el accidente de La Solana en 1932 —quedando destrozada como consecuencia del mismo—. Estas locomotoras, que siempre estuvieron asignadas al depósito de Córdoba-Cercadilla para prestar servicios en la "línea de la sierra", fueron retiradas en 1947 y desguazadas a finales de la década de 1940. Se las sustituyó con locomotoras Borsig del Central de Aragón.